# Teodora Krajewska

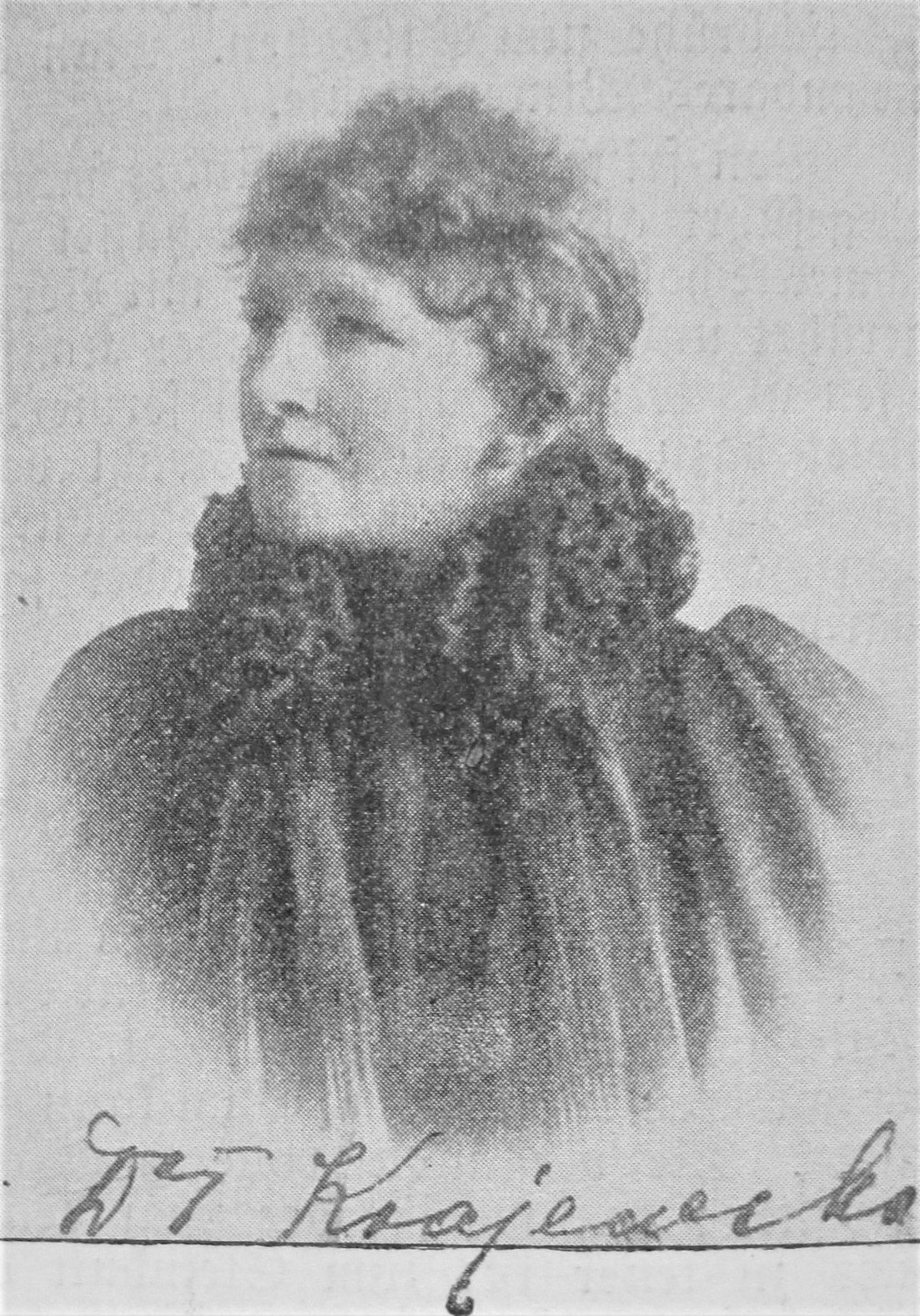
Theodora Krajewska, 1854–1935

Teodora Krajewska (geborene Kosmowska, eingedeutscht: Theodora K.; * 1854 in Warschau; † 5. September 1935 ebenda) war eine polnische Ärztin, Schriftstellerin und Lehrerin.

## Leben und Wirken
Krajewska war die Tochter von Ignac Kosmowski, Beamter in der Schulverwaltung, und Seweryna, geborene Glówczyscy, und wuchs mit sieben Geschwistern in Warschau, derzeit unter russischer Verwaltung, auf. Ihre Schwestern waren die Schauspielerin Ada Kosmowska (1871–1944) und die Zahnärztin Zofia de Beaurain (1858–1913). Sie besuchte das Warschauer Mädchengymnasium, bestand das Examen für das Lehramt und unterrichtete Gymnasiasten in Arithmetik. 1878 heiratete sie den Professor für Klassische Philologie, Anton Krajewski. Das Paar verkehrte in intellektuellen Kreisen, wodurch Teodora angeregt wurde, Novellen, Gedichte und Literaturkritiken zu schreiben. 1881 verstarb ihr Mann. Da Frauen zu dieser Zeit in Österreich weder Medizin studieren noch praktizieren durften, bildete sich Krajewska in geburtshilflicher und gynäkologischer Praxis in einer Wiener Klinik. Ab 1883 studierte sie Medizin in Genf, wo sie schließlich Assistentin bei dem Physiologen Moritz Schiff wurde.
1892 wurde Krajewska von der Österreich-Ungarischen Behörde als Amtsärztin des Bezirkes Dolnja Tuzla im Nordosten von Bosnien-Herzegowina eingesetzt, da hier die Behandlung muslimischer Frauen durch männliche Ärzte abgelehnt wurde. Daher behandelte sie hauptsächlich bosnisch-muslimische Frauen und schrieb detaillierte Notizen über deren Zustand und Lebensgewohnheiten. Krajewska blieb in Bosnien auch nach dem Zusammenbruch Österreich-Ungarns, aber der Verlust ihrer Sehkraft zwang sie 1922, ihre Tätigkeit zu beenden. 1928 trat sie in den Ruhestand und zog zurück nach Warschau, wo sie starb.
Krajewskas nachgelassene Schriften und ihr Tagebuch wurden von ihrem Neffen Zbigniew Danielak 1989 im Verlag Ossolineum herausgegeben.